# Mary Rankin Swan

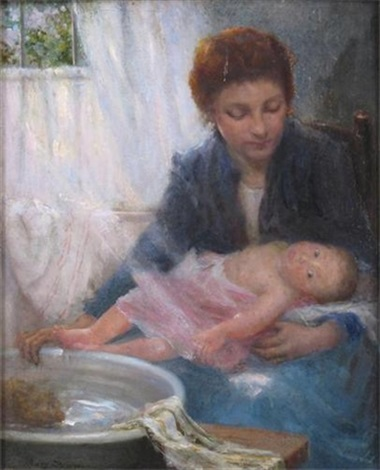
Mary Rankin Swan: Sunbeams (Sonnenstrahlen), Öl auf Holz, 41 × 33 cm

Mary Rankin Swan, bzw. Mrs John Macallan Swan (* 1865 in Coleraine, Irland; † 1944 in London) war eine irische Genremalerin, die sich auf die Darstellung von Kindern spezialisierte.

## Leben
Mary Anne Rankin wurde 1865 in Coleraine, Irland, als Tochter von Hamilton Rankin geboren. Dieser arbeitete als Wasserwerksinspektor in Camdonagh im County Donegal. 1884 heiratete sie in Cork den Künstler John Macallan Swan. Das Paar hatte zwei Kinder: John Barye Rankin, ein Ingenieur, der im Ersten Weltkrieg in der Royal Naval Volunteer Reserve diente, und Mary Alice Swan, eine Bildhauerin und Medailleurin. Die Familie lebte in London, wo Mary Rankin Swan im Jahr 1944 verstarb.

## Werk

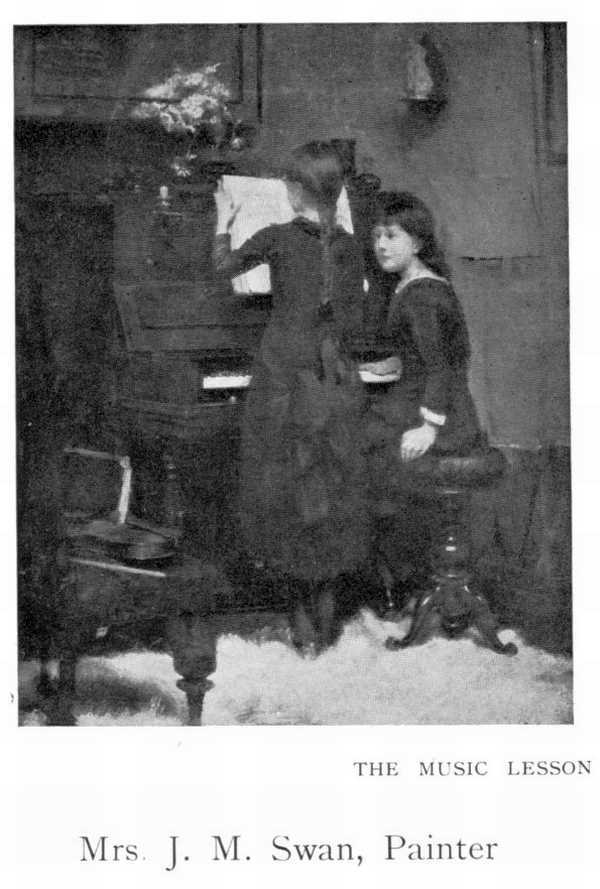
Mrs John Macallan Swan (Mary Rankin Swan): The Music Lesson, 1905

Mary Rankin Swan war bekannt für ihre Porträts von Kindern und ihre Skulpturen. Zu ihren bemerkenswerten Werken zählen „Sunbeams“ und „The Music Lesson“. Ihre Arbeiten wurden in der Royal Academy of Arts ausgestellt. Sie wird in dem im Jahr 1905 erschienenen Buch Women Painters of the World erwähnt.